# Канал 3
Канал 3 е български телевизионен канал.
До 1998 г. телевизията се казва София Кабел. В периода от 1998 до 2014 г. в телевизията се изявяват емблематични журналисти като Сашо Диков, Лили Маринкова, Юлиян Вучков, Маргарита Михнева, Ани Салич и други. По-известни предавания от този период са „1:1“, „Жълтини“, „Неудобните“, „Вън от рая“, „Властта на модата“ и други. В периода 2014 – 2016 година излъчва най-интересните мачове от В футболна група, както и финалите на турнира за Купата на Аматьорската футболна лига.
След 2014 г. телевизията обновява своята визия, както и започва излъчването на новини на всеки час, обогатявайки и програмната си схема с нови предавания, сред които „Всеки следобед с Криси“, „Денят на живо“ с Мая Костадинова, „Офанзива“ с Любо Огнянов, „Беновска пита“ и много други.
От декември 2016 г. телевизията се излъчва ефирно разпространение на територията на град София.
От 1 септември 2017 г. Канал 3 започва излъчване в HD формат.
През февруари 2020 г. телевизията става собственост на „BSS media group“, свързана с политика Делян Пеевски.
На 1 септември 2020 г. „Нова Броудкастинг Груп“ подава документи в Комисията за защита на конкуренцията за придобиване на Канал 3, както и останалите медии от BSS, като сделката е одобрена на 18 септември.
На 3 декември 2020 г. Нова Броудкастинг Груп, заявява че от 4 януари 2021 г. каналът ще се казва „Нова Нюз“. Телевизията ще бъде новинарска и ще излъчва новини на всеки час, като също така ще запази и някои от емблематичните предавания на Канал 3, сред които „Патарински LIVE“, „Денят на живо“ и „Офанзива“.
От 14 декември 2020 г. Канал 3 спира да излъчва новинарски емисии и започва да излъчва повторения на редовните си предавания до края на годината. В същия ден сайтът на телевизията също преустановява дейност и пренасочва към сайта на Нова телевизия.
В края на 2023 г. Канал 3 възобновява излъчване, като лицензът на новата телевизия е регистриран от добричкия регионален кабелен оператор „Добруджа кабел“.

## Предавания
- Всяка сутрин
- Всеки следобед с Криси
- Денят на живо с Наделина Анева
- Патарински Live
- Офанзива с Любо Огнянов
- Социална мрежа
- Спорт в обектива
- Стъпките към успеха
- Скелетът на демокрацията
- Икономика и бизнес
- Имате думата
- Всичко коз
- Пулс
- Беновска пита
- Холивуд с Ивелина Кунчева
- Парламентът на фокус
- Парчета от реалността
- Другото лице
- Разследване
- Без монтаж
- Факторът Кошлуков
- Кухнята на Звездев
- Коктейл
- Арт
- Четвърта инстанция
- На ръба от 4 – 7
- Студио 3
- Свободен прием
- Всеки ден с Роси
- Уикенд с Роси
- Свободата на живо по Канал 3
- Невидимият кадър
- Жълтини
- Рандеву
- Днес по Канал 3
- 5 за 4 с Сашо Диков
- Бонус загадки
- Властта днес
- Властта вчера и днес
- Изяжте Крум Савов
- Часът на другата България
- Неудобните
- Вън от рая
- Едно към едно (1:1)
- Времена и нрави
- Психологически портрет
- Пътуване до Европарламента
- Поздравителен концерт
- Последен писък
- Мини мис и мини мистър
- Спортът по Канал 3
- Спорт Мания с Крум Савов
- Евронаблюдател
- Властта на модата
- BG Баскет
- Ние жените
- V.I.P. с Евгени Минчев
- Пътят хъм успеха
- Болка и лек
- В кабинета на кмета
- ТВ поглед
- Честито
- На чисто
- Успехът
- Мис Столверк
- Както ви харесва
- На един дъх
- Звезди
- Произведено в Булгария
- Хит коктейл
- Хит коктейл +
- Виза – дела и документи
- Без виза
- Шоу бар
- Казано е...
- Бизнес часовник
- Часът на Форд
- Арена
- По никое време
- 333 усмивки
- Тринайсетият час
- Време за бизнес
- Здравец
- Априори
- Добре дошли
- Отвори очи
- Музикална галерия
- Клуб Вариете
- Клапа 3
- Колело на късмета
- Спрайт екстрийм
- Джаз начаса
- Гозба
- Среднощно кафе
- 3 x 3
- Нота бене